# Peter Jilemnický

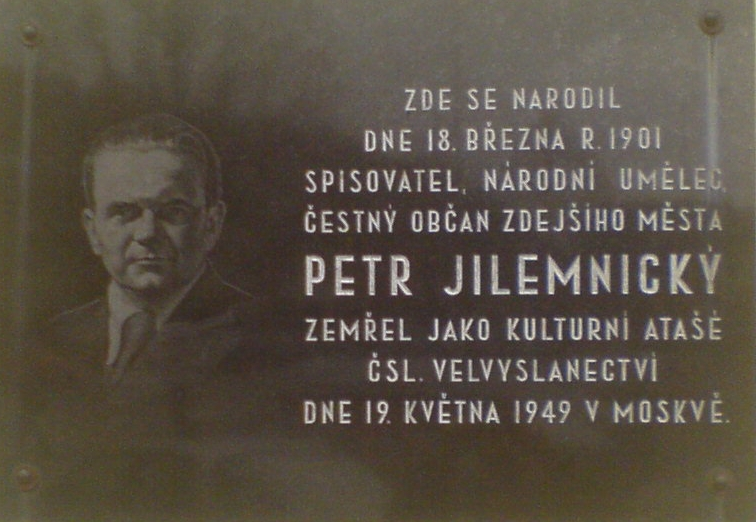
Pamětní deska na rodném domě v Letohradu

Peter Jilemnický (pseudonymy Al Arm, Peter Malý, Peter Hron; 18. března 1901 Kyšperk – 19. května 1949 Moskva) byl slovenský spisovatel, novinář, učitel a komunistický politik českého původu.

## Životopis

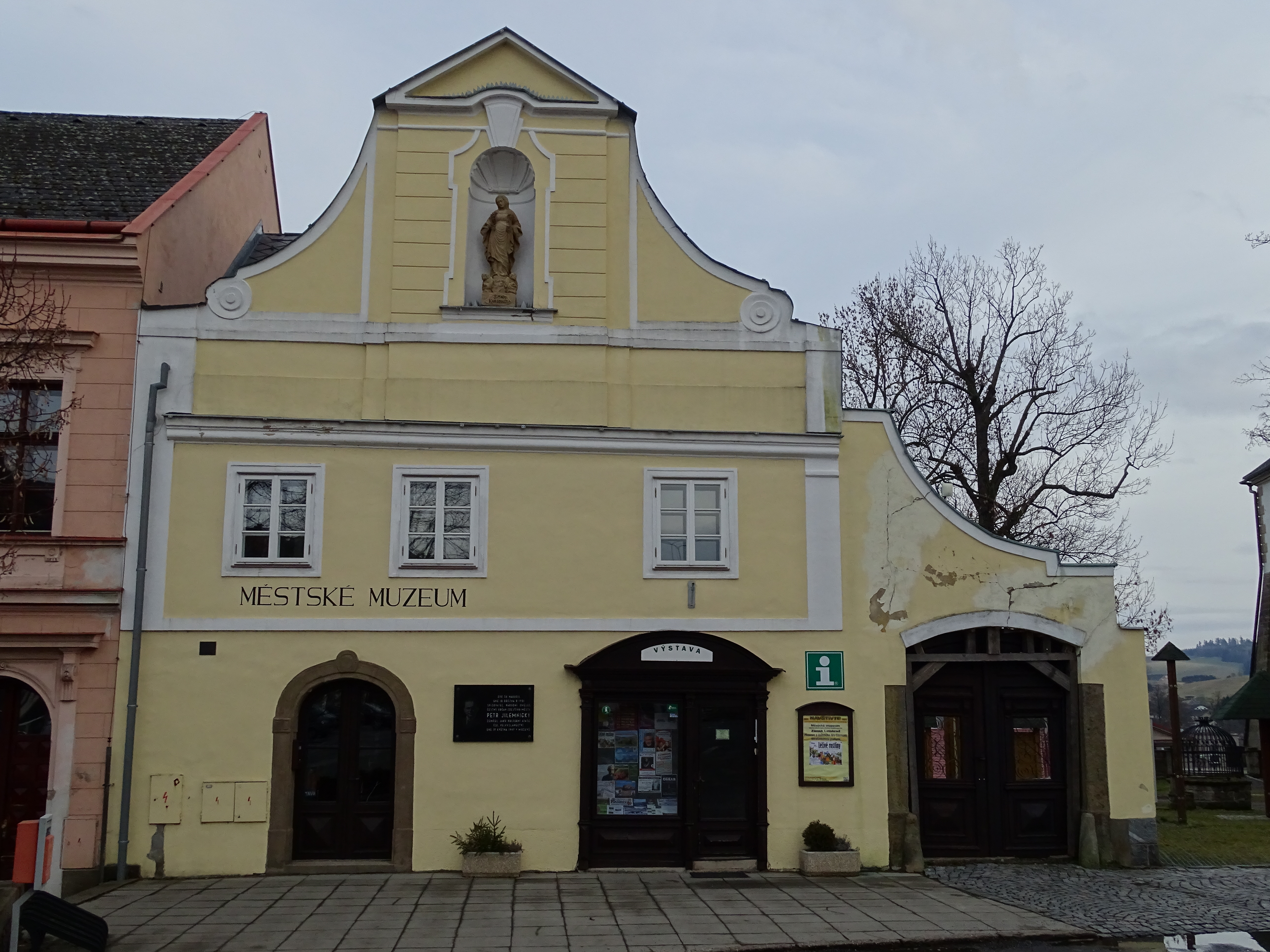
Rodný dům Petra Jilemnického v Letohradu

Narodil se v Kyšperku (dnes Letohrad) ve východních Čechách. Pocházel z rodiny strojvedoucího; měl dva sourozence, bratra Jindřicha a sestru Marii. Vzdělání získal v měšťanské škole v Kyšperku a v Červené Vodě, potom pokračoval na Střední zemědělské škole v Chrudimi, ale maturoval na učitelském ústavu v Levicích na jižním Slovensku.
Po ukončení studií pracoval jako učitel na Slovensku.
V roce 1922 vstoupil do Komunistické strany Československa. V letech 1926–8 pobýval v Sovětském svazu. V roce 1927 byl přijat do sovětské komunistické strany (VKS/b/) a studoval na moskevském Státním institutu žurnalistiky. V roce 1928 se vrátil do ČSR a do r. 1929 působil spolu s E. Urxem v Moravské Ostravě v redakci Pravdy, ústředního orgánu KSČ pro Slovensko. 
Od roku 1936 učil ve městě Svätý Jur nedaleko Bratislavy, v roce 1939 se odstěhoval do Čech do vesnice Poříčí u Litomyšle. Do roku 1942 pak učil na vesnických školách.
Jilemnický se za okupace zapojil do protifašistického boje. Byl členem ilegální komunistické odbojové organizace ve východních Čechách. Bratr Jilemnického byl v listopadu 1941 popraven. Jilemnický byl 27. října 1942 vyšetřován v Poříčí Gestapem a dalšího dne během výslechu v Pardubicích zatčen. V Pardubicích byl osm měsíců vězněn a v polovině června 1943 byl převezen do terezínské Malé pevnosti. Následně byl převezen do věznice v Litoměřicích a v říjnu odsouzen na osm let vězení. Vězení trávil v káznici – pracovním táboře Griebo u městečka Coswig poblíž Dessau v Sasku-Anhaltsku (německy Elberegulierung Post Griebo bei Coswig (Anhalt)). Na konci dubna 1945 se mu podařilo opustit tábor pod jménem jednoho polského vězně, který tam zemřel. Do Poříčí se vrátil 25. května 1945.
V letech 1945–1946 byl zvolen poslancem Prozatímního Národního shromáždění za Komunistickou stranu Slovenska (respektive za KSČ).
V roce 1945 nastoupil jako vysoký úředník Sboru pověřenců na post vedoucího oddělení pro děti a mládež (povereníctvo školstva a osvety). V roce 1947 byl jmenován stálým delegátem Všeslovanského výboru v Bělehradě a v roce 1948 se stal kulturním atašé československého velvyslanectví v Moskvě.
Zemřel 19. května 1949 v Moskvě ve věku 48 let. Pohřben byl nejprve v Bratislavě, roku 2016 byla urna s jeho popelem přenesena do rodinného hrobu na hřbitově v Letohradu.

## Tvorba
S literární tvorbou začal ještě za středoškolských studií. Začínal jak psaním poezie tak prózy a své dílo zveřejňoval v Mladých proudech. V jeho práci bylo zpočátku možno zpozorovat prvky expresionismu, později pak silné sociální cítění, autobiografické prvky a politické názory, ale i lyrika a popisy přírodních krás (např. Kysuce). Velká část jeho díla zůstala jen v rukopisné formě. Publikoval ve více časopisech (Proletárka, Hlas ľudu, Pravda chudoby, DAV)

## Ocenění
- 1949 titul národní umělec (in memoriam) [6]

## Dílo

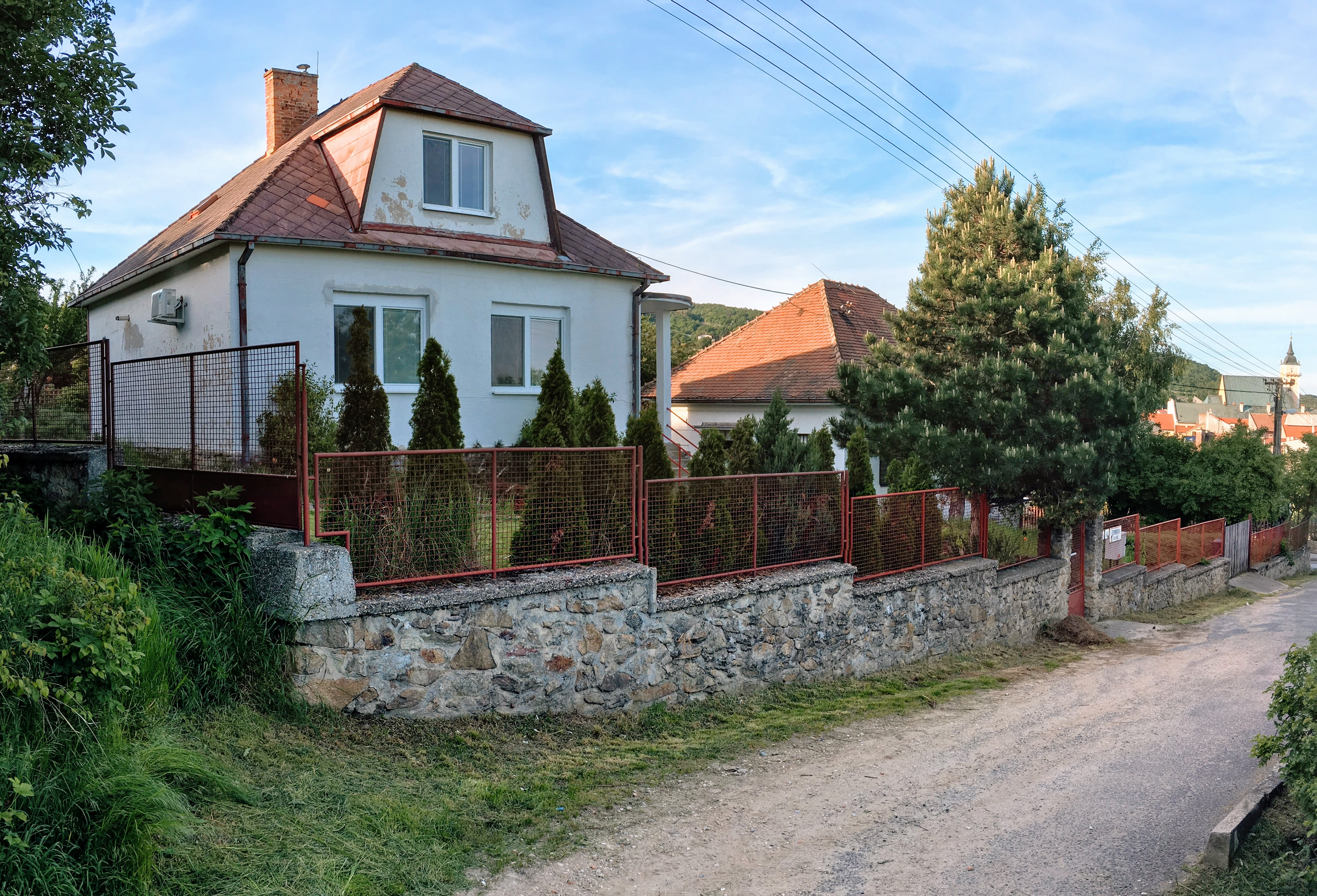
Dům Petra Jilemnického ve Svätém Juru

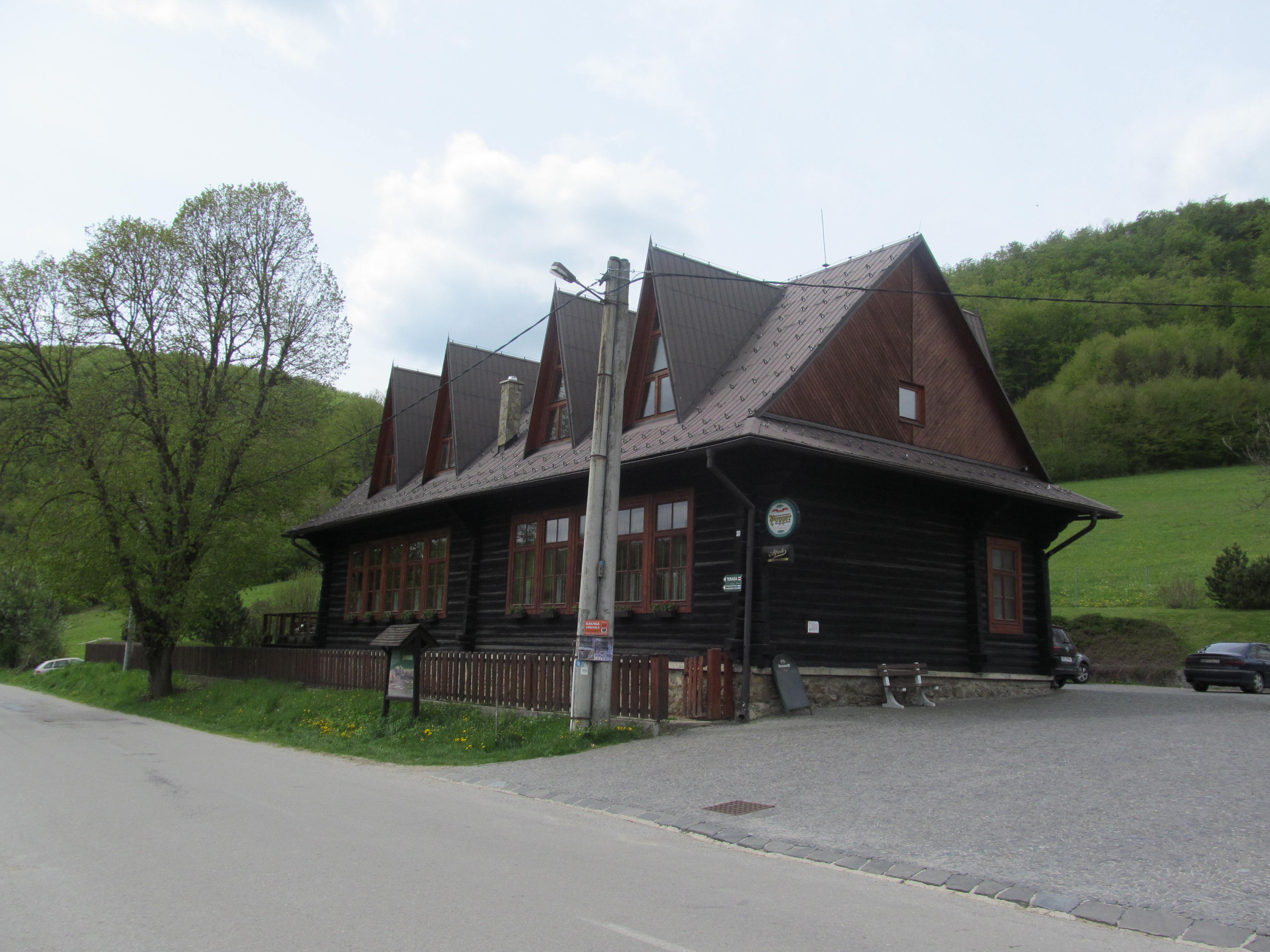
Bývalá škola v Kostolci (dnes penzión), kde Jilemnický učil 1932–1936

- 1921 – Devadesátdevět koní bílých, prozaická prvotina
- 1925 – Štrajk, proletářské drama
- 1929 – Víťazný pád, románová prvotina
- 1929 – Dva roky v kraji Sovietov
- 1930 – Zuniaci krok
- 1932 – Pole neorané [7]
- 1934 – Kus cukru
- 1937 – Kompas v nás [8]
- 1938 – Návrat
- 1947 – Kronika
- 1947 – Cesta
- 1948 – Vítr se vrací [9]
- 1951 – Prečo som sa stal komunistom
- 1954 – Průvan – menší literární práce [10]
- 1955 – Tri rozprávky, próza pro děti
- Pěšinky, sbírka (rukopis)
- Oheň majáků, cyklus (rukopis)

## Odkazy

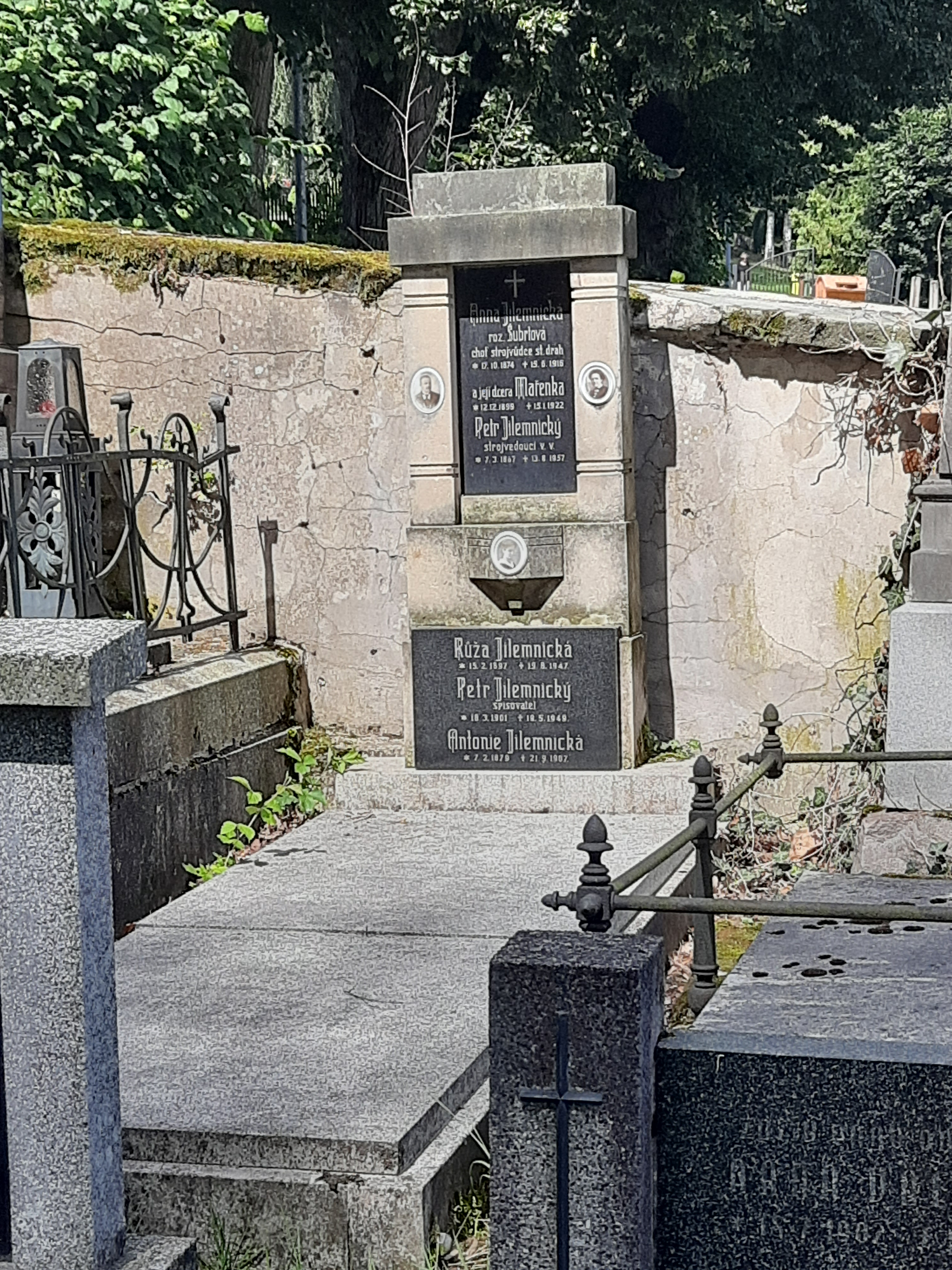
Hrob rodiny Jilemnických na hřbitově v Letohradu

## Citáty
| „ | Bojujeme pro cosi jiného svoje statečné boje, než pro krásu světa? Ten život vsazený do světa je takový krátce promítnutý obraz jiné podoby, náplně, tvarů, nové životy nás nahrazují, noví vychutnávači světa přicházejí, aby slavili krátký hodokvas na tabuli života a světa. A ten svět je takový široký, člověku se slzy do očí derou a lituje, hořce lituje té šírky a dálky, již nelze obsáhnout, a každodenních momentů krásy, před nimiž všemi nestačí se poklonit, a těch závanů nasládlých větrů, jichž srdce nemůže zvládnout. Ale máme tu poezii, nuže stavějme krásy dle přaní svých srdcí a hloubky svých očí, aby aspoň tato imaginace nasypala růžově vonící pyl na naše dny, které odcházejí! | “ |